# Erich Mendelsohn

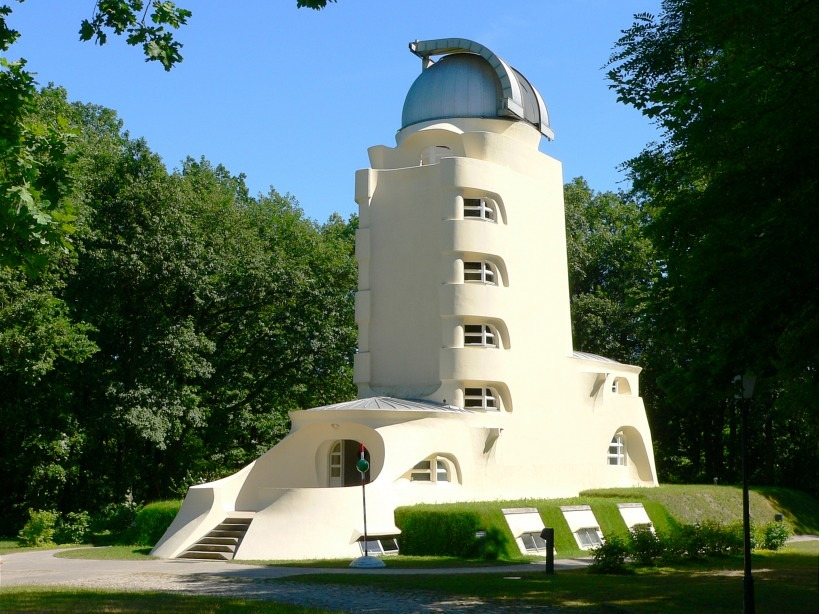
De Einsteintoren in Potsdam

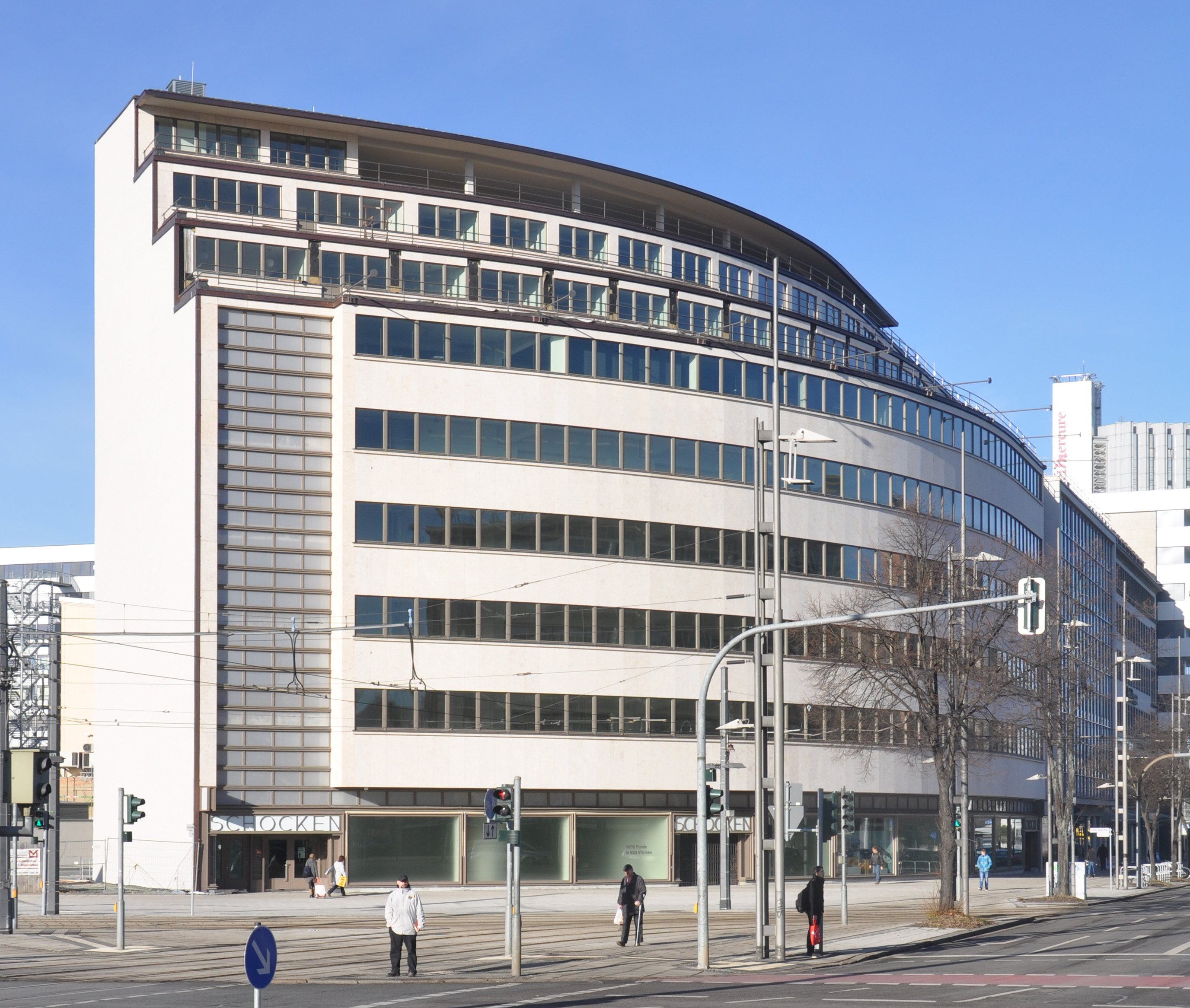
Warenhuis Schocken in Chemnitz

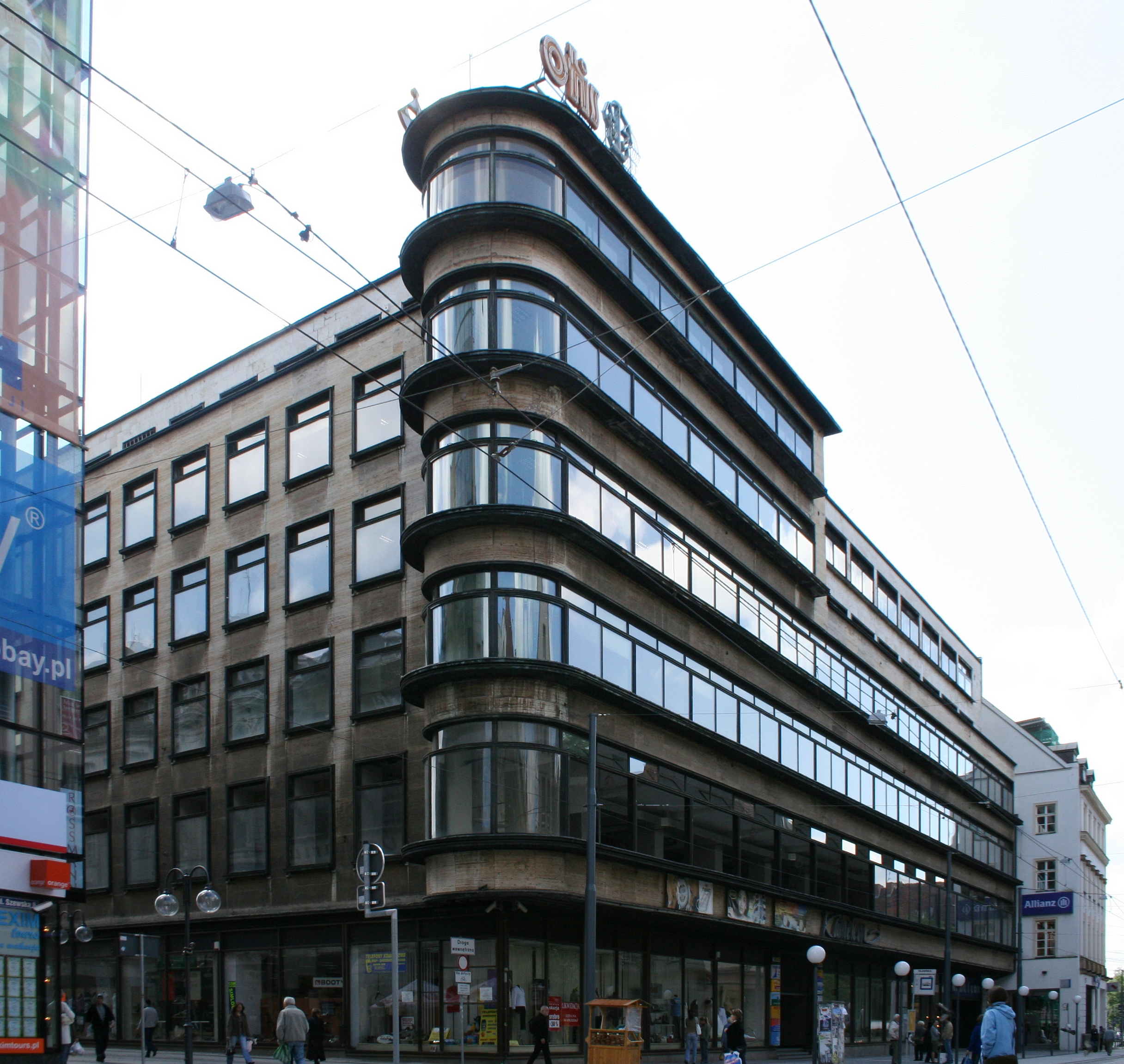
Warenhuis Petersdorff in Wrocław

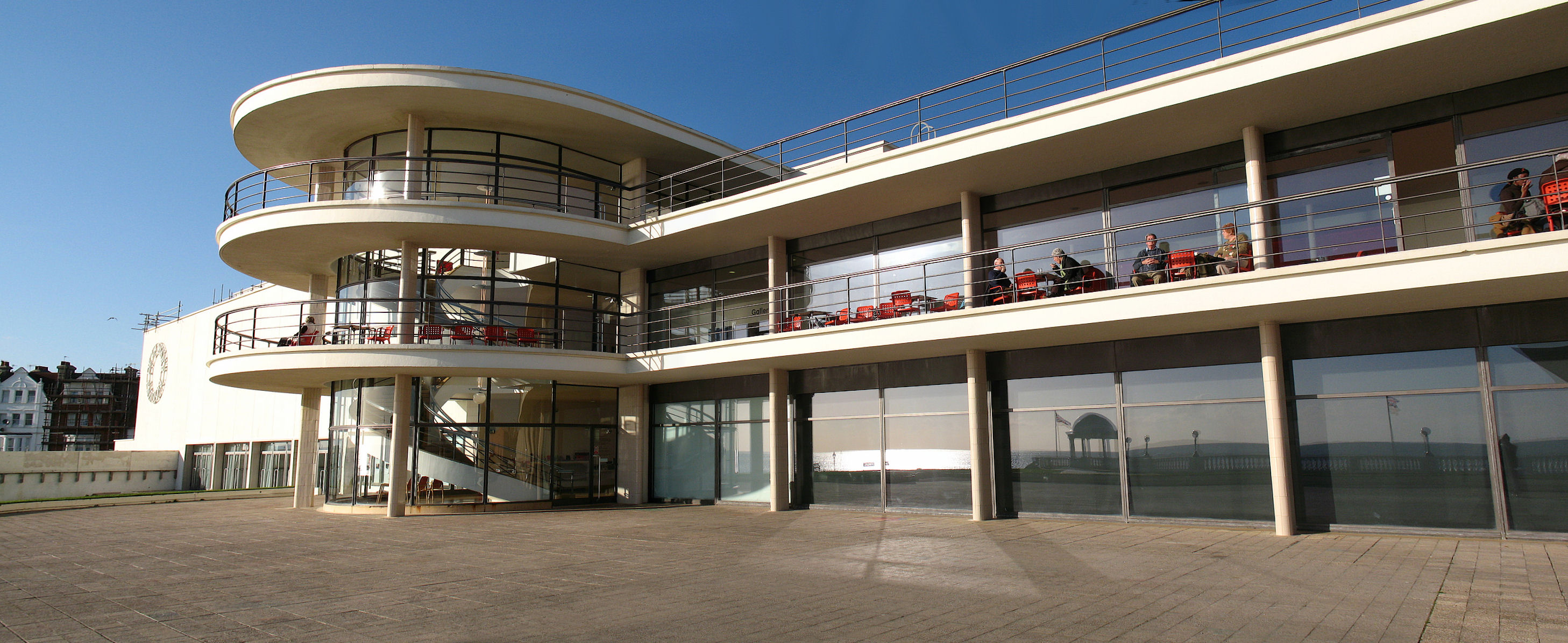
Het De La Warr Pavilion in Bexhill

Erich Mendelsohn (Allenstein (Oost-Pruisen), 21 maart 1887 - San Francisco, 15 september 1953) was een Duits architect, die tot de belangrijkste architecten van de 20e eeuw wordt gerekend. Het meest bekend zijn zijn werken uit de jaren '20, waarvan de oudste als expressionistisch en organisch worden omschreven en waarvan de Einsteintoren in Potsdam het markantste voorbeeld is. Later bouwde hij een groot aantal modernistische warenhuizen.
Mendelsohn was van joodse afkomst en zag zich daardoor in 1933 gedwongen om Duitsland te verlaten. Hij emigreerde via Nederland naar Londen, woonde en werkte enige tijd in Brits Palestina en vestigde zich in 1941 in de Verenigde Staten.

## Leven en werk
Mendelsohn was de vijfde van zes kinderen van een koopman uit het Oost-Pruisische Allenstein (thans Olsztyn in Polen). Hij studeerde aanvankelijk economie in München en studeerde vervolgens architectuur aan de technische hogescholen van Berlijn (1908-1910) en München (1910-1912). In laatstgenoemde stad studeerde hij bij de destijds invloedrijke architect, stedenbouwkundige en hoogleraar Theodor Fischer. Tijdens de Eerste Wereldoorlog trouwde hij met de celliste Luise Maas (1915), waarna hij als onderofficier diende aan het Russische front. In 1918 opende hij in Berlijn zijn eigen architectenbureau.
Zijn eerste grote opdrachten waren die voor een hoedenfabriek en die voor de Einsteintoren. De eerste kreeg hij van zijn vriend Gustav Herrmann, een van de eigenaren van een hoedenfabriek in Luckenwalde, voor wie hij een nieuw complex ontwierp met een opvallend, aan een hoed herinnerend dak. De tweede had hij te danken aan de astronoom Erwin Freundlich, die als cellist Luise Mendelsohn kende: de astronoom liet Mendelsohn in Potsdam een sterrenwacht bouwen waarmee Einsteins relativiteitstheorie onderzocht kon worden. De eerste schetsen ervoor maakte Mendelsohn in 1917 aan het front en het was in 1921 voltooid. Met dit revolutionaire bouwwerk was Mendelsohns naam gevestigd. Tot zijn medewerkers behoorde in deze periode de Oostenrijker Richard Neutra, die tot een invloedrijk modernist zou uitgroeien.
Tussen de functionalisten en de traditionelere architecten nam Mendelsohn een gematigde positie in. Zo sprak hij in 1923 een verzoenend oordeel uit in het heftige Amsterdams-Rotterdamse debat tussen de Amsterdamse School en de architecten rond De Stijl: Gewiß, das primäre Element ist die Funktion, aber Funktion ohne sinnlichen Beistrom bleibt Konstruktion. Mehr als je stehe ich zu meinem Versöhnungsprogramm. Beide sind notwendig, beide müssen sich finden.
In 1926 sloot Mendelsohn zich aan bij Der Ring, de vereniging van progressieve architecten rond Ludwig Mies van der Rohe.
Later bouwde of verbouwde hij een groot aantal warenhuizen, waaronder een drietal voor de gebroeders Schocken, achtereenvolgens in Neurenberg (1926), Stuttgart (1928) en Chemnitz (1930). Van dit drietal werd het eerste in de oorlog verwoest en het tweede in de jaren zestig afgebroken. Een ander bekend warenhuis bouwde hij in Breslau (thans Wrocław) voor Rudolf Petersdorff.
Mendelsohn onderhield niet alleen goede contacten met kooplieden en industriëlen, maar ook met het revolutionaire sovjetbewind. Als lid van de Gesellschaft der Freunde des Neuen Rußland nam hij de opdracht aan voor een textielfabriek in Leningrad, de Rode Banier (Krasnoje Znamja). Het complex werd slechts ten dele volgens Mendelsohns plannen uitgevoerd, maar het zou een grote invloed hebben op de architectuur van Leningrad. Het ketelhuis had een effect dat vergelijkbaar was met dat van de hoedenfabriek in Luckenwalde. Hij omschreef het beeld als ein Schiff, das die ganze Fabrik hinter sich herzieht.
In maart 1933 weken de Mendelsohns uit naar Amsterdam, waar ze hun intrek namen bij het bevriende echtpaar Wijdeveld: Hendrik Wijdeveld had al in 1920, nog voordat de Einsteintoren was voltooid, een nummer van zijn tijdschrift Wendingen aan Mendelsohn besteed. Gezamenlijk trachtten Wijdeveld en Mendelsohn een Académie Européenne Méditerranée van de grond te krijgen, een plan dat onuitgevoerd bleef, omdat Mendelsohn al spoedig besloot zich in Londen te vestigen. Daar associeerde hij zich met de Russisch-Britse architect Serge Chermayeff.
Mendelsohns voornaamste creatie in Engeland was het De La Warr Pavilion (1935) in de Zuid-Engelse badplaats Bexhill-on-Sea, dat hij samen met Chermayeff ontwierp. Het wordt wel beschouwd als het eerste modernistische openbare gebouw in Engeland. In 1935 vestigde Mendelsohn, die al jong een overtuigd zionist was, zich in Palestina, dat destijds door de Britten werd bestuurd. Hij zou er tot 1941 blijven wonen en werken. Hij bouwde er opnieuw voor Salman Schocken en voorts onder meer een villa voor Chaim Weizmann, die later president van Israël zou worden, en twee ziekenhuizen. In 1938 kreeg hij het Britse staatsburgerschap en heette hij Eric Mendelsohn.
In 1941 vestigde hij zich in de Verenigde Staten, waar hij tot zijn dood in 1953 opnieuw ziekenhuizen en verder vooral synagoges bouwde.

## Lijst van werken (selectie)
- 1919-1921: Einsteinturm, Potsdam
- 1921-1923: Hutfabrik Luckenwalde, Luckenwalde
- 1925-1926: Kaufhaus Schocken, Neurenberg
- 1925-1930: Textielfabriek de Rode Banier (Trikotazjnaja fabrika "Krasnoje Znamja"), Leningrad (thans Sint-Petersburg)
- 1926-1928: Kaufhaus Schocken, Stuttgart
- 1927-1928: Kaufhaus Petersdorff Breslau (thans Wrocław)
- 1927-1930: Kaufhaus Schocken, Chemnitz
- 1928-1930: Eigen woonhuis, Berlijn
- 1932-1934: Warenhuis Bachner (Obchodní dům Bachner), Moravská Ostrava (thans Ostrava), Tsjechoslowakije
- 1935: De La Warr Pavilion, Bexhill-on-Sea (samen met Serge Chermayeff)
- 1935-1936: Cohen House, Chelsea, Londen (samen met Serge Chermayeff)
- 1935-1936: Villa Weizmann, Rehovot
- 1935-1938: Universitair ziekenhuis Hadassah, Jeruzalem
- 1936-1939: Anglo-Palestine Bank, Jeruzalem
- 1946: Maimonides Hospital, San Francisco

## Publicatie
- Erich Mendelsohn (2 februari 1924) ‘Die internationale Uebereinstimmung des neuen Baugedankens oder Dynamik und Function. Voordracht gehouden door Erich Mendelsohn op 6 November 1923’, Architectura, 28e jaargang, nummer 2, pp. 5–8. Zie [dode link], [dode link] en [dode link].
- Erich Mendelsohn (9 februari 1924) ‘Die internationale Uebereinstimmung des neuen Baugedankens oder Dynamik und Function. (Vervolg en slot van No. 2.)’,  Architectura, 28e jaargang, nummer 3, pp. 9–13. Zie [dode link], [dode link] en [dode link].

- Bibsys: 90265433
- Biblioteca Nacional de España: XX1722194
- Bibliothèque nationale de France: cb12106801m (data)
- Catàleg d'autoritats de noms i títols de Catalunya: 981058513918706706
- CiNii: DA03556026
- Gemeinsame Normdatei: 11858071X
- Information Center for Israeli Art: 274869
- International Standard Name Identifier: 0000 0000 8143 0555
- Library of Congress Control Number: n83234735
- Nationale Bibliotheek van Letland: 000187630
- Bibliotheek van het Japanse parlement: 00662425
- Nationale Bibliotheek van Tsjechië: jx20080519004
- Nationale bibliotheek van Australië: 35346504
- Nationale Bibliotheek van Israël: 987007265366505171
- Nationale Bibliotheek van Polen: a0000001183383
- Nederlandse Thesaurus van Auteursnamen: 070102783
- PIC: 60903
- Réseau des bibliothèques de Suisse occidentale: 02-A000112972
- RKD-Nederlands Instituut voor Kunstgeschiedenis: 226132
- LIBRIS: 76506
- SNAC: w6bg2r69
- Système universitaire de documentation: 029441242
- Trove: 920277
- Union List of Artist Names: 500025054
- Virtual International Authority File: 64036345
- WorldCat: E39PBJyGTy4M8XY7XcVbjDW4bd